# Bernières-le-Patry
Bernières-le-Patry là một xã ở tỉnh Calvados, thuộc vùng Normandie ở tây bắc nước Pháp.